# Eutropis dissimilis
Espèce
Synonymes
- Euprepis dissimilis Hallowell, 1857
- Euprepes monticola Günther, 1864
- Euprepes petersi Steindachner, 1867
- Euprepes guentheri Blanford, 1879
- Euprepes warthii Fischer, 1885
- Mabuya hodgarti Hora, 1927
- Mabuya dissimilis (Hallowell, 1857)

Eutropis dissimilis est une espèce de sauriens de la famille des Scincidae.

## Répartition
Cette espèce se rencontre :
- dans l'est de l'Afghanistan ;
- au Pakistan ;
- dans le nord de l'Inde dans les États du Penjab, du Rajasthan, d'Uttar Pradesh, de Bihar et de Madhya Pradesh ;
- au Népal.

Sa présence est incertaine au Bangladesh.

## Publication originale
- Hallowell, 1857 : Notice of some new and rare species of Scincidae in the collection of the Academy of Natural Sciences of Philadelphia. Transactions of the American Philosophical Society, vol. 11, p. 71-82 (texte intégral).